# Пасічник Василь Іванович (футболіст)
Василь Іванович Пасічник (нар. 16 липня 1999) — український футболіст, нападник.

## Життєпис
Василь Пасічник народився 16 липня 1999 року. У ДЮФЛУ виступав з 2014 по 2016 рік у складі «Миколаєва», зіграв 39 матчів та відзначився 10-ма голами.
У 2016 році підписав свій перший професіональний контракт — із миколаївським «Суднобудівником», який у сезоні 2016/17 років дебютував у Другій лізі чемпіонату України. Дебютував за «суднобудівників» 24 липня 2016 року в переможному (2:0) домашньому поєдинку 1-го туру другої ліги чемпіонату України проти хмельницького «Поділля». Василь у тому матчі вийшов на поле на 46-й хвилині, замінивши Іллю Носова. Дебютним голом за «Суднобудівник» відзначився 5 серпня 2016 року на 4-й хвилині переможного (2:1) виїзного поєдинку 3-го туру другої ліги чемпіонату України проти вінницької «Ниви-В». Пасічник вийшов на поле в стартовому складі, а на 77-й хвилині його замінив Андрій Бойко. У першій частині сезону зіграв 16 матчів (3 голи) у футболці «Суднобудівника».
Наприкінці березня 2017 року перейшов до складу головної футбольної команди міста, МФК «Миколаєва».